# Centre de documentation de la révolution islamique
Le Centre de documentation de la révolution islamique (persan : مرکز اسناد انقلاب اسلامی) est une institution de recherche, fondée en 1981, qui recueille et conserve des documents liés à la révolution iranienne et à toute autre histoire islamique.